# Jeronimas Milius

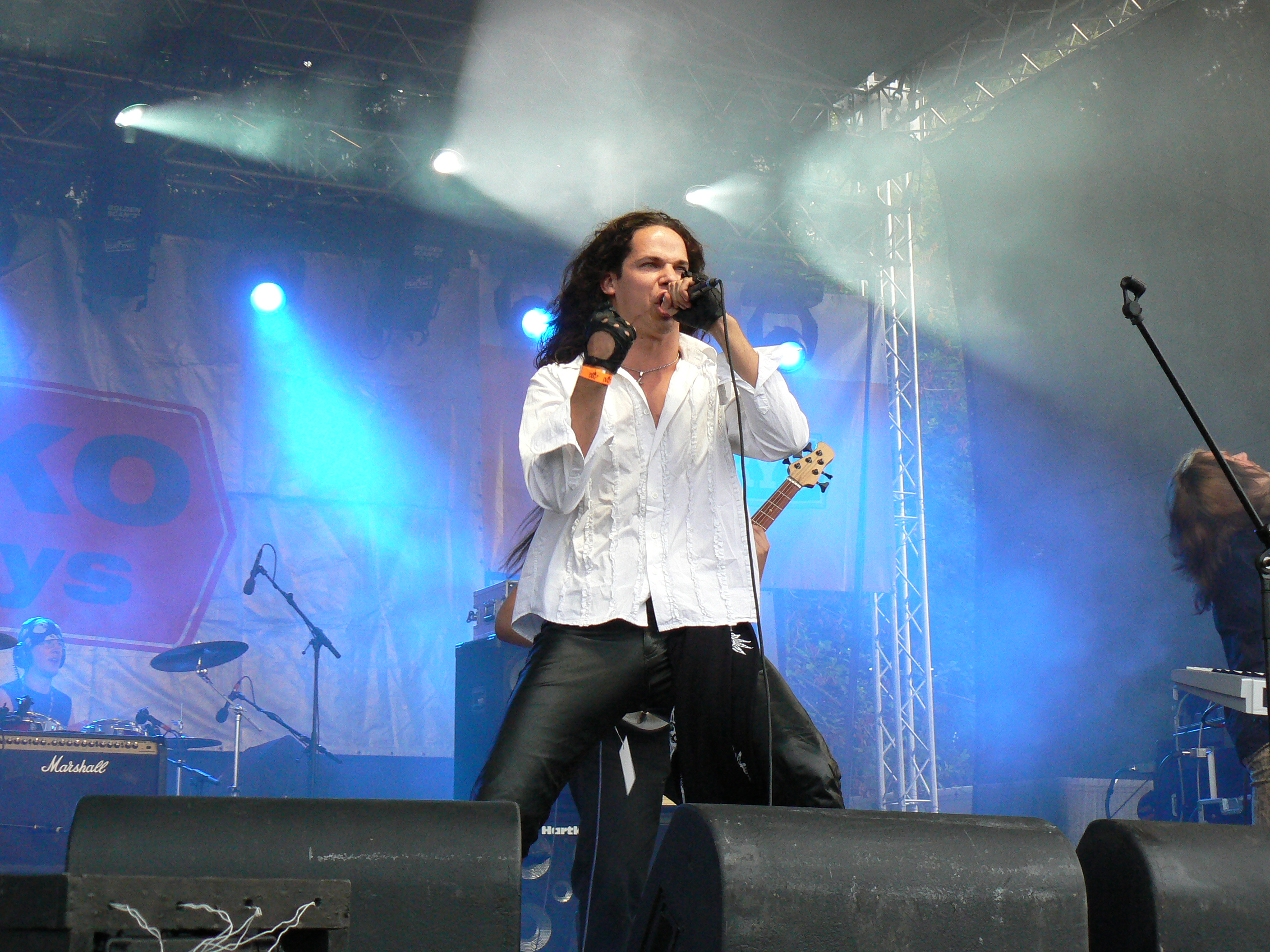
Jeronimas Milius bei den litauischen Rock Nights 2006

Jeronimas Milius (* 11. Oktober 1984 in Vilnius) ist ein litauischer Sänger.

## Musik
Seit 2003 ist Milius Sänger der Heavy-Metal-Band Soul Stealer (vormals: Soul Brothers). Von 2004 bis 2006 nahm er Gesangsunterricht bei Česlovas Gabalis, seit 2007 bei Povilas Meškėla. Im Jahr 2006 nahm er bereits als Backgroundsänger von Aistė Pilvelytė, die 2008 den zweiten Platz belegte, am nationalen Vorentscheid zum  Eurovision Song Contest in Vilnius teil.
2008 nahm er mit seinem Lied „Nomads in the Night“ am litauischen Vorentscheid zum  Eurovision Song Contest teil und belegte den 1. Platz mit 11.674 Stimmen. Im zweiten Halbfinale des Eurovision Song Contest am 22. Mai 2008 in Belgrad gelang es Milius aber nicht, sich für das zwei Tage später stattfindende Finale zu qualifizieren.